# Fada Azzeh
Fada Azzeh, slovenska pianistka, * 1983, Murska Sobota.

## Življenjepis
V Ljutomeru je končala Glasbeno šolo Slavka Osterca. Šolanje je nadaljevala pri profesoricah Marjani Mlakar in Planinki Jurišić-Atić, pri kateri je z odliko maturirala na Srednji glasbeni in baletni šoli v Mariboru. Študij klavirja je zaključila na Akademiji za glasbo v Ljubljani v razredu prof. Dubravke Tomšič Srebotnjak.

## Dosežki
Prejela je več zlatih in srebrnih plaket na regijskih in državnih tekmovanj mladih glasbenikov, na mednarodnem tekmovanju Città di Gorizia 2001 v Italiji je osvojila tretjo nagrado. Za svoje uspehe je prejela tudi diplomo Roman Klasinc SGBŠ Maribor. Doslej se je s samostojnimi klavirskimi recitali in nastopi predstavila v več slovenskih glasbenih središčih. Letos je zelo uspešno nastopila s Simfoničnim orkestrom SNG Maribor. Za interpretacijo Griegovega klavirskega koncerta v a-molu je prejela Študentsko Prešernovo nagrado Akademije za glasbo za leto 2005. Na 36. tekmovanju mladih glasbenikov Republike Slovenije je prejela zlato plaketo in drugo nagrado. Nastopila je tudi s Simfoničnim orkestrom RTV Slovenija (dirigent Rene Gulikers). Uspešno je interpretirala klavirski koncert št. 4 v G-duru, L. v. Beethovna.
Svoje znanje je izpopolnjevala na poletnih klavirskih šolah doma in tujini pri profesorih Sijavušu Gadžijevu, Igorju Lazku, Arbu Valdmi in Petru Toperczeru.